# 쿠르트 벨터
쿠르트 벨터(Kurt Welter, 1916년 2월 25일~1949년 3월 7일)는 제2차 세계 대전 동안 활약한 독일의 공군 조종사이다.
쿠르트 벨터는 전쟁동안 총 25 ~ 29기의 적 전투기를 격추시켜 나치독일정부로부터 훈장도 수여받은 Me262 전투기의 에이스이다. 종전 후 1949년 3월 7일 슐레스비히홀슈타인주에서 살해당했다.

## 생애
1916년 독일의 린덴탈에서 태어났다. 1934년 독일 공군에 입대했으며 이후 공군장교로 활동하며 조종사 훈련을 담당했다. 이후 1943년까지 비행학교에서 전투기 조종사들의 훈련을 담당했으며 1943년 9월 2일부터 JG 301 에 편입되어 단좌형 전투기인 Fw-190 A-5 와 Fw-190 A-6를 운용하며 주로 야간임무를 맡았다. 1943년 9월 22일 출격하여 처음으로 연합군의 쌍발엔진 폭격기를 격추하는데 성공했으며 이것이 그의 첫 격추기록 이었다.
이후 10월까지 2기를 추가로 격추하였고 4월까지 총 15번을 출격하여 17기의 적기를 격추시키고 황금 독일 훈장을 수여받는다. 1944년 7월 7일
JG 300으로 이동하였고 P-51과 B-17 등을 격추하였다.
1944년 9월 쿠르트 벨터는 새로운 기종인 BF-109G를 받고 주로 영국에서 저공비행하여 오는 모스키토 폭격기의 격추임무를 맡는다. 10월까지 쿠르트 벨터는 18임무에서 다시 추가로 12기의 적기를 격추하였다. 10월 18일 쿠르트 벨터는 연합군의 폭격과 공습을 저지하고 40임무에서 33기의 적기를 격추한 공로를 인정받아 철십자 훈장을 수여받았다.